# Cleptes mareki
Cleptes mareki  (лат.) — вид ос-блестянок рода Cleptes из подсемейства Cleptinae.

## Распространение
Восточная Азия: северо-восточный Китай (Shanxi, Gansu). Встречаются с мая по июль на высоте 1700 м.

## Описание
Тело синевато-чёрного цвета, голова и мезосома имеют голубовато-зелёный металлический блеск. Брюшко буровато-чёрное. 
Пронотум сужается кпереди. У самок 4 видимых тергита (у самцов пять).
Таксон Cleptes mareki был впервые описан в 2003 году и итальянским гименоптерологом Паоло Роза (Rosa P., 2003) и принадлежит к видовой группе nitidulus species-group. Валидный видовой статус был подтверждён в 2013 году в ходе ревизии местной фауны  китайскими энтомологами Н. Вейем и З. Ксю (Na-sen Wei, Zai-fu Xu; Department of Entomology, College of Natural Resources and Environment, South China Agricultural University, Гуанчжоу, Китай) и итальянским гименоптерологом Паоло Роза (Paolo Rosa; Бернареджо, провинция Монца-э-Брианца, Италия).